# Elecciones provinciales de Tucumán de 1983
Las elecciones generales de la provincia de Tucumán de 1983 se realizaron el 30 de octubre del mencionado año con el objetivo de restaurar las instituciones democráticas constitucionales de la provincia luego de la dictadura militar autodenominada Proceso de Reorganización Nacional, teniendo lugar al mismo tiempo que las elecciones presidenciales y legislativas a nivel nacional. En Tucumán, se debía elegir a los 60 miembros del Colegio Electoral que elegirían al Gobernador; y a los 40 diputados y 20 senadores que conformarían la Legislatura Provincial. Los principales candidatos serían el exgobernador Pedro Fernando Riera, del Partido Justicialista (PJ); Julio César Romano Norri, de la Unión Cívica Radical (UCR); y el exgobernador Celestino Gelsi, del partido Vanguardia Federal (VF), cuya candidatura fue apoyada por el Partido Demócrata Cristiano (PDC).
Riera triunfó y fue elegido gobernador por amplio margen con el 51.89% del voto popular y 34 de los 60 miembros del Colegio Electoral. En segundo lugar quedó Romano Norri con el 37.17% y 24 electores, y en tercer lugar Gelsi con el 5.96% y 2 electores. Ningún otro candidato superó el 1% de los votos. En el plano legislativo, el PJ obtuvo mayoría en ambas cámaras con 22 diputados y 12 senadores. La UCR quedó también en segundo lugar con 16 diputados y 8 senadores. Vanguardia Federal obtuvo solo 2 diputados, y ninguna otra fuerza consiguió representación. En el plano municipal, el PJ obtuvo la intendencia de la mayoría de los municipios, pero la UCR logró ganar en la capital provincial, con Rubén Chebaia siendo electo intendente de San Miguel de Tucumán.
La fórmula gubernatorial y los legisladores electos asumieron sus cargos el 11 de diciembre de 1983.

## Resultados

### Gobernador
|  | 51.89 % |

|  | 37.17 % |

|  | 5.96 % |

|  | 0.88 % |

|  | 0.74 % |

|  | 0.62 % |

|  | 0.38 % |

|  | 0.35 % |

|  | 0.34 % |

|  | 0.31 % |

|  | 0.30 % |

|  | 0.23 % |

|  | 0.22 % |

|  | 0.21 % |

|  | 0.15 % |

|  | 0.13 % |

|  | 0.12 % |

|  | 97.67 % |

|  | 0.77 % |

|  | 1.56 % |

|  | 100.00 % |

|  | 81.67 % |

### Cámara de Diputados
|  | 51.37 % |

|  | 36.87 % |

|  | 5.89 % |

|  | 1.03 % |

|  | 0.81 % |

|  | 0.73 % |

|  | 0.48 % |

|  | 0.41 % |

|  | 0.39 % |

|  | 0.37 % |

|  | 0.37 % |

|  | 0.31 % |

|  | 0.23 % |

|  | 0.23 % |

|  | 0.17 % |

|  | 0.13 % |

|  | 0.13 % |

|  | 95.65 % |

|  | 0.58 % |

|  | 2.46 % |

|  | 100.00 % |

|  | 81.67 % |

### Senado
|  | 51.62 % |

|  | 37.00 % |

|  | 5.68 % |

|  | 0.97 % |

|  | 0.80 % |

|  | 0.79 % |

|  | 0.48 % |

|  | 0.46 % |

|  | 0.36 % |

|  | 0.36 % |

|  | 0.35 % |

|  | 0.32 % |

|  | 0.23 % |

|  | 0.22 % |

|  | 0.18 % |

|  | 0.14 % |

|  | 0.13 % |

|  | 97.30 % |

|  | 0.59 % |

|  | 2.12 % |

|  | 100.00 % |

|  | 81.67 % |